# Rhacochelifer peculiaris
Espèce
Synonymes
- Chelifer peculiaris L. Koch, 1873

Rhacochelifer peculiaris est une espèce de pseudoscorpions de la famille des Cheliferidae.

## Distribution
Cette espèce se rencontre en France, en Espagne, en Italie, en Suisse, en Autriche, en Croatie, en Hongrie, en Slovaquie, en Grèce, en Turquie, à Chypre, en Algérie, en Tunisie et en Israël.

## Liste des sous-espèces
Selon Pseudoscorpions of the World (version 3.0) :
- Rhacochelifer peculiaris latissimus Beier, 1963
- Rhacochelifer peculiaris peculiaris (L. Koch, 1873)

## Publications originales
- L. Koch, 1873 : Uebersichtliche Dartstellung der Europäischen Chernetiden (Pseudoscorpione). Bauer und Raspe, Nürnberg, p. 1-68 (texte intégral).
- Beier, 1963 : Die Pseudoscorpioniden-Fauna Israels und einiger Angrenzender Gebiete. Israel Journal of Entomology, vol. 12, p. 183-212.